# ニライ・オズデミル
ニライ・カラアサチ（Nilay Karaağaç、女性、1985年10月24日 - ）は、トルコの元バレーボール選手。旧姓はオズデミル（Özdemir）。元トルコ代表。

## 来歴
1999年、Karşıyakaに入団し、プロとしてのキャリアをスタートさせる。2007年にテュルクテレコムに加入し、同年トルコ代表に初選出される。
2010-11シーズンに所属していたワクフバンクでは欧州チャンピオンズリーグで優勝を果たした。2012年のワールドグランプリではセカンドセッターとして出場し、銅メダルを獲得した。
2017年に結婚。

## 球歴
- 2012年 - ワールドグランプリ（3位）

## 所属クラブ
- Karşıyaka（1999-2004年）
- Emlak TOKI（2004-2007年）
- テュルクテレコム（2007-2008年）
- ベシクタシュ（2008-2010年）
- ワクフバンク（2010-2012年）
- フェネルバフチェ（2012-2014年）
- エジザージュバシュ（2014-2015年）
- ヴォレロ・チューリッヒ（2015-2016年）
- エジザージュバシュ（2016-2017年）
- Bursa BBSK（2017-2018年）
- ガラタサライ（2019-2022年）